# Guus van Wolde
Guus van Wolde is een Nederlandse componist en singer-songwriter. Hij componeert muziek voor films, games en musicals, en breidt regelmatig zijn repertoire uit met zelfgeschreven liederen.
In 2010 was Van Wolde live op tv te zien in het Koninklijk Concertgebouw. Hij componeerde speciaal daarvoor een lied dat uitgevoerd werd door het Nederlands Blazers Ensemble. Hiermee won hij de Koninklijk Conservatoriumprijs voor jonge componisten.
Na zijn debuut op tv schreef hij verder aan diverse projecten. Zo schreef hij de muziek voor de musical Julia's Hoop, die door Stichting Tekstpierement werd beloond met een aanmoedigingsprijs, en werkte hij samen met onder anderen Tony Neef, Paul van Ewijk en Hein Gerrits. In 2014 werkte Van Wolde mee aan de voorstelling The Rozettes, waarin Frank Sanders na 17 jaar zijn comeback in het theater maakte. Ook werkt Van Wolde sinds 2015 samen met het kunstenaarsduo LUDIQUE!.
Van Wolde ging na zijn werk in de musicalwereld ook verder in de tv-wereld. Hij componeerde onder anderen de introtunes voor het SBS6-programma Mr. Frank Visser Doet Uitspraak en het NPO 3-programma Ruben en de Idioten.

## Discografie
| Album                         | Jaar | Aantal nummers | Gastartiesten              |
| ----------------------------- | ---- | -------------- | -------------------------- |
| I'm Sure It Will Be Christmas | 2012 | 3              | Eva Diederix               |
| Het Einde van het Begin       | 2013 | 11             | Eva Diederix               |
| IJzersterk                    | 2014 | 14             | Eva Diederix; Fatima Koops |

| Musical         | Tekst / Muziek                                  |
| --------------- | ----------------------------------------------- |
| Julia's Hoop    | Tekst: Eva Diederix Muziek: Guus van Wolde      |
| Leve Willemien! | Tekst: Stephan Hendrikse Muziek: Guus van Wolde |
| De Kikkerprins  | Tekst: Guus van Wolde Muziek: Guus van Wolde    |
| Thor            | Tekst: Guus van Wolde Muziek: Guus van Wolde    |
| De Goudspinner  | Tekst: Guus van Wolde Muziek: Guus van Wolde    |
| De Rozenkoning  | Tekst: Guus van Wolde Muziek: Guus van Wolde    |
| The Famous      | Tekst: Guus van Wolde Muziek: Guus van Wolde    |